# Navigation Lac de Bienne/Bielersee Schifffahrt
Navigation Lac de Bienne (фр.)/Bielersee Schifffahrt (нем.) — швейцарское пароходство, осуществляющее пассажирские перевозки по озеру Биль и реке Аре (от Биля до Золотурна), а также по Невшательскому озеру и озеру Муртензе.

## Флот
Navigation Lac de Bienne/Bielersee Schifffahrt эксплуатирует в общей сложности девять судов. Самое необычное из них — катамаран-электроход MobiCat. Он является самым большим коммерческим судном в мире, получающим энергию от солнечных батарей. Остальные суда — классические теплоходы.
- MobiCat (2001)
  - Длина: 33 м
  - Ширина: 11,8 м
  - Осадка (при полной загрузке): 1,5 м
  - Максимальная скорость: 15 км/ч
  - Силовая установка: два электродвигателя по 81 кВт, солнечные панели площадью 180 м²
  - Пассажировместимость (полная/в закрытых помещениях): 150/80 человек

- MS Petersinsel/Orangeboat (1976)
  - Длина: 53,15 м
  - Ширина: 10,50 м
  - Высота: 6,75 м
  - Осадка (пустого судна/при полной загрузке): 1,2/1,35 м
  - Водоизмещение (пустого судна/при полной загрузке): 251/320 тонн
  - Максимальная скорость: 21 км/ч
  - Силовая установка: два двухтактных дизеля Detroit Serie 71 V12 по 350 л.с./257 кВт
  - Пассажировместимость (полная/в закрытых помещениях): 700/208 человек

- MS Berna (1964)
  - Длина: 48,23 м
  - Ширина: 9,00 м
  - Высота: 6,30 м
  - Осадка (пустого судна/при полной загрузке): 1,2/1,40 м
  - Водоизмещение (пустого судна/при полной загрузке): 169/250 тонн
  - Максимальная скорость: 24 км/ч
  - Силовая установка: два двухтактных дизеля Detroit TurboSerie 92 V 6 по 320 л.с./235 кВт
  - Пассажировместимость (полная/в закрытых помещениях): 500/164 человек

- MS Stadt Biel (1953)
  - Длина: 40,85 м
  - Ширина: 6,87 м
  - Высота: 5,65 м
  - Осадка (пустого судна/при полной загрузке): 1,25/1,41 м
  - Водоизмещение (пустого судна/при полной загрузке): 128/166 тонн
  - Максимальная скорость: 23 км/ч
  - Силовая установка: два двухтактных дизеля Detroit Serie 71 V8 по 250 л.с./184 кВт
  - Пассажировместимость (полная/в закрытых помещениях): 500/114 человек

- MS Chasseral (1960)
  - Длина: 38,98 м
  - Ширина: 7,90 м
  - Высота: 5,50 м
  - Осадка (пустого судна/при полной загрузке): 1,15/1,33 м
  - Водоизмещение (пустого судна/при полной загрузке): 86/115 тонн
  - Максимальная скорость: 21 км/ч
  - Силовая установка: два двухтактных дизеля Detroit Serie 71 V12 по 350 л.с./257 кВт
  - Пассажировместимость (полная/в закрытых помещениях): 350/90 человек

- MS Seeland (1932)
  - Длина: 27,50 м
  - Ширина: 4,80 м
  - Высота: 4,57 м
  - Осадка (пустого судна/при полной загрузке): 1,08/1,31 м
  - Водоизмещение (пустого судна/при полной загрузке): 43/85 тонн
  - Максимальная скорость: 19 км/ч
  - Силовая установка: два двухтактных дизеля Detroit Serie 71, 6 Zyl. Reihe по 175 л.с./129 кВт
  - Пассажировместимость (полная/в закрытых помещениях): 150/80 человек

- MS Siesta (1991)
  - Длина: 48,15 м
  - Ширина: 10,50 м
  - Высота: 5,01 м
  - Осадка (пустого судна/при полной загрузке): 1,22/1,30 м
  - Водоизмещение (пустого судна/при полной загрузке): 262/300 тонн
  - Максимальная скорость: 21 км/ч
  - Силовая установка: два двухтактных дизеля Detroit Turbo Serie 92 V8, 6 Zyl. Reihe по 420 л.с./309 кВт
  - Пассажировместимость (полная/в закрытых помещениях): 500/230 человек

- MS Stadt Solothurn (1973)
  - Длина: 40,00 м
  - Ширина: 7,65 м
  - Высота: 4,60 м
  - Осадка (пустого судна/при полной загрузке): 1,09/1,20 м
  - Водоизмещение (пустого судна/при полной загрузке): 109/132 тонн
  - Максимальная скорость: 23 км/ч
  - Силовая установка: два двухтактных дизеля Detroit Serie 71, Zyl. по 175 л.с./129 кВт
  - Пассажировместимость (полная/в закрытых помещениях): 300/106 человек

- MS Büren (1960)
  - Длина: 32,00 м
  - Ширина: 5,8 м
  - Осадка (пустого судна/при полной загрузке): 0,88/1,03 м
  - Водоизмещение (пустого судна/при полной загрузке): 40/57 тонн
  - Максимальная скорость: 24 км/ч
  - Силовая установка: два двухтактных дизеля Detroit Serie 71 6 Zyl. Reihe по 175 л.с./129 кВт
  - Пассажировместимость (полная/в закрытых помещениях): 230/94 человек

## Маршруты
По состоянию на 2007 год
- Биль — Золотурн (летом — три раза в день, время в пути — чуть меньше 3 часов)
- Биль — Эрлах (летом — шесть рейсов в день, время в пути — час с четверью)
- Биль — Мюртен (летом — один раз в день, время в пути — три часа с четвертью)
- Биль — Нёвшатель (летом — три раза в день, время в пути — около 2,5 часов)

На этих маршрутах продаются как билеты «туда и обратно», так и билеты в одну сторону. Также существует несколько круизных маршрутов, по трём озёрам региона с отправлением/возвращением в Нёвшателе, Ивердоне и Мюртене, и круиз по реке Аре.